# Теория Большого взрыва (сезон 2)
Второй сезон американского ситкома «Теория Большого взрыва», премьера которого состоялась на канале CBS 22 сентября 2008 года, а заключительная серия вышла 11 мая 2009 года, состоит из 23 эпизодов.

## В ролях

### Основной состав
- Джонни Галэки — Леонард Хофстедтер
- Джим Парсонс — Шелдон Купер
- Кейли Куоко — Пенни
- Саймон Хелберг — Говард Воловиц
- Кунал Найяр — Раджеш Кутраппали
- Сара Гилберт — Лесли Уинкл

| - Кэрол Энн Сьюзи — Миссис Воловитц - Марк Харелик — Эрик Гейблхаузер - Брайан Джордж — В. М. Кутраппали - Элис Эмтер — Миссис Кутраппали - Джон Росс Боуи — Барри Крипке - Сара Рю — Стефани Барнетт - Кристин Барански — Беверли Хофстедтер - Кевин Зусман — Стюарт Блум - Брайан Уэйд — Курт | - Трэвис Шульдт — Эрик - Чарли Шин в роли самого себя - Октавия Спенсер — сотрудник DMV - Рики Линдхоум — Рамона Новитцки - Анали Типтон в роли самой себя - Саманта Поттер в роли самой себя - Майкл Трукко — Дэвид Андерхилл - Саммер Глау в роли самой себя - Джордж Смут в роли самого себя - Валери Азлинн — Алисия - Джоди Лин О'Киф — Микайла |

## Эпизоды
| № общий | № в сезоне | Название                                                            | Режиссёр        | Автор сценария                                                                     | Дата премьеры    | Произв. код | Зрители в США (млн) |
| --- | ---------- | ------------------------------------------------------------------- | --------------- | ---------------------------------------------------------------------------------- | ---------------- | ----------- | ------------------- |
| 18 | 1          | «Парадигма тухлой рыбы» «The Bad Fish Paradigm»                     | Марк Сендроуски | Сюжет : Билл Прэди Телесценарий : Дэйв Гоетч и Стивен Моларо                       | 22 сентября 2008 | 3T7351      | 9.36                |
| После первого свидания Леонард полон надежд и предвкушений, но Пенни переживает, что недостаточно умна для Леонарда, и просит Шелдона хранить тайну о её образовании. Категорически не умеющий хранить секреты и врать Шелдон не придумывает ничего лучше, чем съехать от Леонарда..                                                                                                   |            |                                                                     |                 |                                                                                    |                  |             |                     |
| 19 | 2          | «Топология гульфика» «The Codpiece Topology»                        | Марк Сендроуски | Сюжет : Чак Лорри Телесценарий : Билл Прэди и Ли Аронсон                           | 29 сентября 2008 | 3T7352      | 8.76                |
| Возвращаясь со средневековой ярмарки, Леонард увидел Пенни с её новым другом. Думая, что с ней все кончено, он пытается возобновить отношения с Лесли Винкл, что доставляет определенные неудобства Шелдону... |            |                                                                     |                 |                                                                                    |                  |             |                     |
| 20 | 3          | «Варварская сублимация» «The Barbarian Sublimation»                 | Марк Сендроуски | Сюжет : Николь Лорри Телесценарий : Стивен Моларо и Эрик Каплан                    | 6 октября 2008   | 3T7353      | 9.33                |
| Пенни разочаровывается в себе, и Шелдон показывает ей онлайн-игру. У девушки обнаруживается игровая зависимость, что очень беспокоит её друзей... |            |                                                                     |                 |                                                                                    |                  |             |                     |
| 21 | 4          | «Эквивалент грифона» «The Griffin Equivalency»                      | Марк Сендроуски | Сюжет : Билл Прэди и Чак Лорри Телесценарий : Стивен Энгел и Тим Дойл              | 13 октября 2008  | 3T7354      | 9.36                |
| Журнал People выбирает Раджа, открывшего новую планету, победителем рубрики «30 under 30». Скромного индуса как подменили, и теперь Леонард, Говард и Шелдон вынуждены мириться с его наглостью и заносчивостью. Кто излечит его от звездной болезни? |            |                                                                     |                 |                                                                                    |                  |             |                     |
| 22 | 5          | «Альтернатива Евклида» «The Euclid Alternative»                     | Марк Сендроуски | Сюжет : Билл Прэди и Стивен Моларо Телесценарий : Ли Аронсон и Дэйв Гоетч          | 20 октября 2008  | 3T7355      | 9.28                |
| Шелдон не может добраться на работу, так как Леонард стал работать по ночам. Он просит Пенни, Раджа и Говарда подвозить его, но они не выдерживают и заставляют его записаться на курсы вождения... |            |                                                                     |                 |                                                                                    |                  |             |                     |
| 23 | 6          | «Теорема Купера-Новитцки» «The Cooper–Nowitzki Theorem»             | Марк Сендроуски | Сюжет : Стивен Энгел и Дэйли Хаггар Телесценарий : Тим Дойл и Ричард Розенсток     | 3 ноября 2008    | 3T7356      | 9.67                |
| К Шелдону подсаживается девушка, которой нравятся его работы, и хочет быть его ассистентом. Поначалу Шелдон в восторге от внимательной и угодливой поклонницы, но она всё глубже вторгается в его жизнь... |            |                                                                     |                 |                                                                                    |                  |             |                     |
| 24 | 7          | «Поляризация панти-пинаты» «The Panty Piñata Polarization»          | Марк Сендроуски | Сюжет : Билл Прэди и Тим Дойл Телесценарий : Дженнифер Гликман и Стивен Моларо     | 10 ноября 2008   | 3T7357      | 10.01               |
| Говард и Радж бросили все силы на нахождение дома с моделями, расположенного в Лос-Анджелесе, а у Пенни серьёзный конфликт с Шелдоном. Обе стороны готовы пойти на подлости! |            |                                                                     |                 |                                                                                    |                  |             |                     |
| 25 | 8          | «Расширение ящерицы-Спока» «The Lizard–Spock Expansion»             | Марк Сендроуски | Сюжет : Билл Прэди Телесценарий : Дэйв Гоетч и Дженнифер Гликман                   | 17 ноября 2008   | 3T7358      | 9.76                |
| Говард приводит девушку поуправлять марсоходом, но случается непоправимое. Пока Шелдон с Раджем пытаются помочь ему, Леонард уводит эту девушку из здания, да и от Говарда тоже. |            |                                                                     |                 |                                                                                    |                  |             |                     |
| 26 | 9          | «Белая триангуляция спаржи» «The White Asparagus Triangulation»     | Марк Сендроуски | Сюжет : Дэйв Гоетч и Стивен Моларо Телесценарий : Стивен Энгел и Ричард Розенсток  | 24 ноября 2008   | 3T7359      | 10.19               |
| Леонард продолжает встречаться со Стефани. Однако Шелдон обеспокоен тем, что эти отношения закончатся, так как ему действительно нравится Стефани, и весьма бесцеремонно вмешивается в личную жизнь друга. |            |                                                                     |                 |                                                                                    |                  |             |                     |
| 27 | 10         | «Загадка отношений» «The Vartabedian Conundrum»                     | Марк Сендроуски | Сюжет : Чак Лорри и Стивен Моларо Телесценарий : Билл Прэди и Ричард Розенсток     | 8 декабря 2008   | 3T7360      | 10.80               |
| Пенни указывает Леонарду на то, что они со Стефани живут вместе. Леонард всё отрицает, хотя с каждой замеченной в его квартире вещи Стефани стал убеждаться в обратном. Однако расстаться с девушкой ему становится ох как непросто... |            |                                                                     |                 |                                                                                    |                  |             |                     |
| 28 | 11         | «Гипотеза подарка» «The Bath Item Gift Hypothesis»                  | Марк Сендроуски | Сюжет : Билл Прэди и Ричард Розенсток Телесценарий : Стивен Энгел и Эрик Каплан    | 15 декабря 2008  | 3T7361      | 11.42               |
| Канун Рождества. Шелдон подбирает идеальный подарок для Пенни, которой Леонард уже "подарил" нового парня... |            |                                                                     |                 |                                                                                    |                  |             |                     |
| 29 | 12         | «Неустойчивость робота-убийцы» «The Killer Robot Instability»       | Марк Сендроуски | Сюжет : Билл Прэди и Ричард Розенсток Телесценарий : Стивен Моларо и Дэйли Хаггар  | 12 января 2009   | 3T7362      | 11.81               |
| Накануне битвы роботов-убийц Пенни, уставшая от бесконечных подкатов и скабрезностей Говарда, своей пламенной речью вгоняет его в депрессию. Гордыня Шелдона ставит под угрозу выступление их команды на битве роботов. Сможет ли Говард прийти в себя, а ребята - достойно выступить против своего заклятого врага и коллеги, картавого Барри Крипке?                                 |            |                                                                     |                 |                                                                                    |                  |             |                     |
| 30 | 13         | «Алгоритм дружбы» «The Friendship Algorithm»                        | Марк Сендроуски | Сюжет : Билл Прэди и Ричард Розенсток Телесценарий : Чак Лорри и Стивен Моларо     | 19 января 2009   | 3T7363      | 11.10               |
| Шелдон пытается подружиться с Крипке ради одного эксперимента и заодно разрабатывает "алгоритм дружбы". Сможет ли он разработать алгоритм, не смущая окружающих? |            |                                                                     |                 |                                                                                    |                  |             |                     |
| 31 | 14         | «Финансовая необходимость» «The Financial Permeability»             | Марк Сендроуски | Сюжет : Чак Лорри и Стивен Моларо Телесценарий : Ричард Розенсток и Эрик Каплан    | 2 февраля 2009   | 3T7364      | 10.89               |
| Пенни одалживает денег у Шелдона из-за того, что задолжала за квартиру, и это ставит её в неловкое положение. А Леонард пытается уговорить друзей поехать к бывшему парню Пенни, громиле Курту, чтобы выбить из него долг Пенни. |            |                                                                     |                 |                                                                                    |                  |             |                     |
| 32 | 15         | «Материнское влияние» «The Maternal Capacitance»                    | Марк Сендроуски | Сюжет : Чак Лорри и Билл Прэди Телесценарий : Ричард Розенсток и Стивен Моларо     | 9 февраля 2009   | 3T7365      | 13.11               |
| Мать Леонарда, блестящий психолог, которая понятия не имеет, что такое человеческие отношения, забота и теплота, приезжает в гости к Леонарду. Шелдон быстро находит с неё общий язык, а Леонард и Пенни, травмированные безапелляционностью и бесцеремонностью миссис Хофстедтер, понемногу сближаются...                                                                             |            |                                                                     |                 |                                                                                    |                  |             |                     |
| 33 | 16         | «Насыщенность подушки» «The Cushion Saturation»                     | Марк Сендроуски | Сюжет : Чак Лорри Телесценарий : Билл Прэди и Ли Аронсон                           | 2 марта 2009     | 3T7366      | 10.94               |
| Говард начинает встречаться с Лесли Винкл, которая получает доступ к бюджету университета и может манипулировать Говардом при помощи ценных подарков, а Пенни и Леонард случайно пачкают краской подушку на месте Шелдона. Последний буквально места себе не находит... |            |                                                                     |                 |                                                                                    |                  |             |                     |
| 34 | 17         | «Разъединение Терминатора» «The Terminator Decoupling»              | Марк Сендроуски | Сюжет : Билл Прэди и Дэйв Гоетч Телесценарий : Тим Дойл и Стивен Энгел             | 9 марта 2009     | 3T7367      | 9.46                |
| Парни собираются посетить симпозиум, в котором участвует доктор Джордж Смут в Сан-Франциско. Шелдон настаивает, чтобы вся компания поехала на поезде. Неудобства ребят искупает случайная встреча с привлекательной актрисой. Тем временем Шелдон забывает дома флешку со своей научной работой, которую он собирается представить доктору Смуту, единственный выход - помощь Пенни... |            |                                                                     |                 |                                                                                    |                  |             |                     |
| 35 | 18         | «Песня работы нанокластеров» «The Work Song Nanocluster»            | Питер Чакос     | Сюжет : Билл Прэди и Ли Аронсон Телесценарий : Дэйв Гоетч и Ричард Розенсток       | 16 марта 2009    | 3T7368      | 9.76                |
| Пенни хочет подзаработать и начинает производство заколок для волос - "пенницветиков". Вскоре благодаря всей компании у неё появляется сайт для заказов. Но из-за ошибки Леонарда ребятам надо сделать 1000 заколок за одну ночь!... |            |                                                                     |                 |                                                                                    |                  |             |                     |
| 36 | 19         | «Сопоставление мертвой проститутки» «The Dead Hooker Juxtaposition» | Марк Сендроуски | Стивен Моларо                                                                      | 30 марта 2009    | 3T7369      | 9.77                |
| В квартиру сверху переезжает новый жилец — симпатичная девушка, Алиша. Она сразу же очаровывает парней, которые готовы для неё на все: установить принтер, стереосистему, и ещё много чего. Пенни не в восторге от того, что девушка, похожая на неё как две капли воды, нагло использует её друзей...                                                                                 |            |                                                                     |                 |                                                                                    |                  |             |                     |
| 37 | 20         | «Изотоп Хофстедтера» «The Hofstadter Isotope»                       | Марк Сендроуски | Дэйв Гоетч                                                                         | 13 апреля 2009   | 3T7370      | 10.13               |
| Пенни знакомится с продавцом в магазине комиксов, куда постоянно заходят ребята. Леонард опустошён. Как пройдет их первое свидание? |            |                                                                     |                 |                                                                                    |                  |             |                     |
| 38 | 21         | «Лас-вегасская перенормализация» «The Vegas Renormalization»        | Марк Сендроуски | Сюжет : Джессика Амбросетти, Николь Лорри и Эндрю Рот Телесценарий : Стивен Моларо | 27 апреля 2009   | 3T7371      | 9.31                |
| Когда Лесли Винкл бросает Говарда, Леонард и Радж берут расстроенного друга в Лас-Вегас и ищут ему компанию. Шелдон наслаждается вечером в одиночестве, пока не выходит за продуктами, забыв дома ключи. Теперь ему придется ночевать у Пенни, постигая смысл выражения "друзья по интересам"...                                                                                       |            |                                                                     |                 |                                                                                    |                  |             |                     |
| 39 | 22         | «Буря секретных материалов» «The Classified Materials Turbulence»   | Марк Сендроуски | Сюжет : Чак Лорри и Ли Аронсон Телесценарий : Билл Прэди и Стивен Моларо           | 4 мая 2009       | 3T7373      | 9.25                |
| Стюарт, продавец комиксов, идёт к Леонарду, чтобы попросить совета относительно свидания с Пенни. Леонард колеблется между двух огней. Тем временем в проект Говарда - туалет для международной космической станции - вкрадывается ошибка, и друзья ищут выход из затруднительного положения...                                                                                        |            |                                                                     |                 |                                                                                    |                  |             |                     |
| 40 | 23         | «Полярная экспедиция» «The Monopolar Expedition»                    | Марк Сендроуски | Эрик Каплан и Ричард Розенсток                                                     | 11 мая 2009      | 3T7372      | 9.81                |
| Шелдону предлагают провести трёхмесячную научную экспедицию в Арктике, он приглашает с собой своих друзей. Как скажется экспедиция на отношениях Леонарда и Пенни? |            |                                                                     |                 |                                                                                    |                  |             |                     |